# 消防處旺角辦公大樓

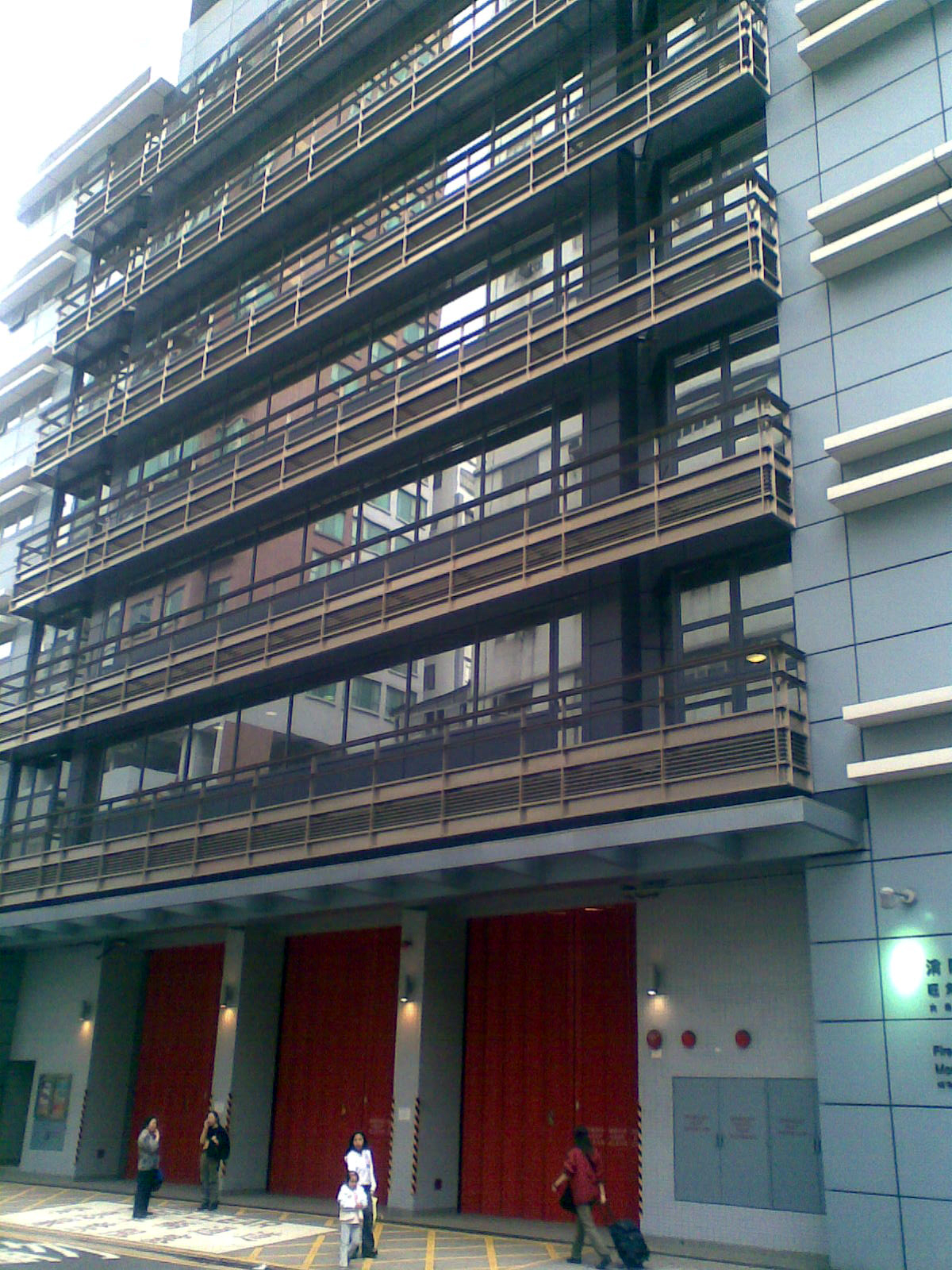
消防處旺角辦公大樓

消防處旺角辦公大樓（英語：Fire Services Department Mongkok Office Building）是香港消防處的一幢綜合大樓，位於九龍旺角大角咀道42號，鄰近晏架街，面積逾1,000平方米，樓高7層，內設多個辦事處及救護總區總部，其底層3層則為一座非標準設計的旺角救護站。消防處旺角辦公大樓於2005年8月投入服務，服務範圍包括旺角、大角咀及西九龍填海區欽州街至佐敦道一帶。

## 設施
- 旺角救護站：設在最底3層，內設3個停車間、救護車站人員辦事處、執勤救護人員休息室、更衣室、食堂及露天操場等。
- 救護總區總部：原來設於尖沙咀東部消防處總部大廈，消防處發言人於2005年9月表示，於1998年決定將救護總區總部遷往此處，以紓緩尖東總部大廈辦公地方過於擠迫的情況，提高整體的運作效率。
- 九龍區域總部：原來暫時設於長沙灣救護站
- 消防總區總部：原來設於旺角旺角道壹號商業中心
- 職員辦事處
  - 社區關係組（4樓）
  - 樓宇改善及支援課（5樓及6樓）
- 更衣室
- 健身室
- 會議室
- 會見室
- 圖則貯存室
- 講學室
- 候命人員休息室
- 貯物間
- 茶水間
- 小型入油站[1]